# Aleksandr Rogov
Aleksandr Rogov, född den 27 mars 1956 i Putilkovo, Ryssland, död 1 oktober 2004, var en sovjetisk kanotist.
Han tog OS-guld i C-1 500 meter i samband med de olympiska kanottävlingarna 1976 i Montréal.